# Ернст Борис Чејн
Ернст Борис Чејн (енгл. Ernst Boris Chain, 19. јун 1906 — 12. август 1979) био је британски биохемичар, који је добио Нобелову награду 1945. године за физиологију и медицину за свој рад на пеницилину заједно са Александером Флемингом и Хауардом Валтером Флоријем. Дао је велики допринос одређивању дејства и хемијске структуре пеницилина.

## Младост и образовање
Чејн је рођен у Берлину од мајке Маргарете и оца Мишела Чејна, који је био хемичар и радио је у хемијској индустрији. Породица Чејн је била јеврејска породица. Његов отац је емигрирао из Русије а мајка је пореклом из Берлина. Након доласка нацистичког режима на власт, због безбедности Чејн се 1933. године из Немачке преселио у Енглеску . Школовао се у Луисенгимнасиуму у Берлину, где се убрзо заинтересовао за хемију. Затим је похађао Хумболтов универзитет у Берлину, где је дипломирао хемију 1930. године.

## Каријера
Уз помоћ британског генетичара Џона Бурдона Сандерсон Холдејна добио је позицију у универзитетској болници у Лондону. Након пар месеци он је постао студент докторских наука на Универзитету у Кембриџу, где је почео да изучава фосфолипиде. 1935. године прихватио је посао професора патологије на Универзитету у Оксфорду. За то време истраживао је различите теме укључујући змијски отров, метаболизам тумора, лизозим и биохемијске технике. 1939. године Чејн је добио британско држављанство. 1939. године се придружио Хауарду Флорију у истраживању антибактеријских агенаса које производе микроорганизми. То им је омогућило сарадњу са Александером Флемингом, који је девет година раније открио пеницилин. Чејн и Флори су желели да открију терапеутско дејство пеницилина и његову хемијску структуру. Они су открили како да изолују и концентрују средство за убијање клица у пеницилину. Едвард Абрахами је такође учествовао у теоретизирању бета-лактамске структуре пеницилина, што је потврђено кристалографијом Х зрака. Због овог открића Чејн, Флори и Флеминг су добили Нобелову награду 1945. године. Након Другог светског рата Чејн се преселио у Рим и радио је на Супериорном институту здравља. Од 1948. године његове истраживачке теме укључују однос угљених хидрата и аминокиселина у нервном ткиву, студију начина деловања инсулина, производњу лизергинске киселине у потопљеној култури и изолацију нових метаболита гљивица.1964. вратио се у Британију као оснивач биохемијског департмана Империјал колеџа у Лондону, где је остао до свог пензионисања, специјализирајући технологију ферментације.

### Награде и признања
Професор Чејн је аутор или коаутор многих научних радова и дао је допринос важним монографијама о пеницилину и антибиотицима.
- 1945. добио је Нобелову нагрду за физиологију и медицину,
- Године 1946. добио је сребрну Берзелиусову медаљу Шведског медицинског друштва,
- Пастер медаљу Института Пастер, и награду из Хармсворт Меморијалног Фонда,
- Године 1954. добио је Столетну награду Паул Ерлих,
- 1957. године златна медаља за терапеутску делатност лондонског Апотекарског друштва,
- Изабран је за члана Краљевског друштва 1949. године,
- Има почасне дипломе универзитета у Лијежу, Бордоу, Торину, Паризу, Ла Плати, Кордоби, Бразилу и Монтевидеу, а члан је и многих научених друштава.[7]
- 8. јула1969. именован је за Витезову диплому,

## Приватни живот
Године 1948. оженио се Аном Чејн, имали су троје деце. У свом каснијем животу, његов јеврејски идентитет му је постао све важнији. Чејн је био члан управног одбора Веизман института за науку у Реховоту 1954. године, а касније члан извршног одбора. Он је подигао своју децу безбедно у оквиру јеврејске вере, организујући много ваншколских обука за њих. Његови ставови су најјасније изражени у његовом говору „Зашто сам Јеврејин“ дат на Светској конференцији интелектуалаца Јеврејског конгреса 1965. године.